# Lenzen (Hydraulik)

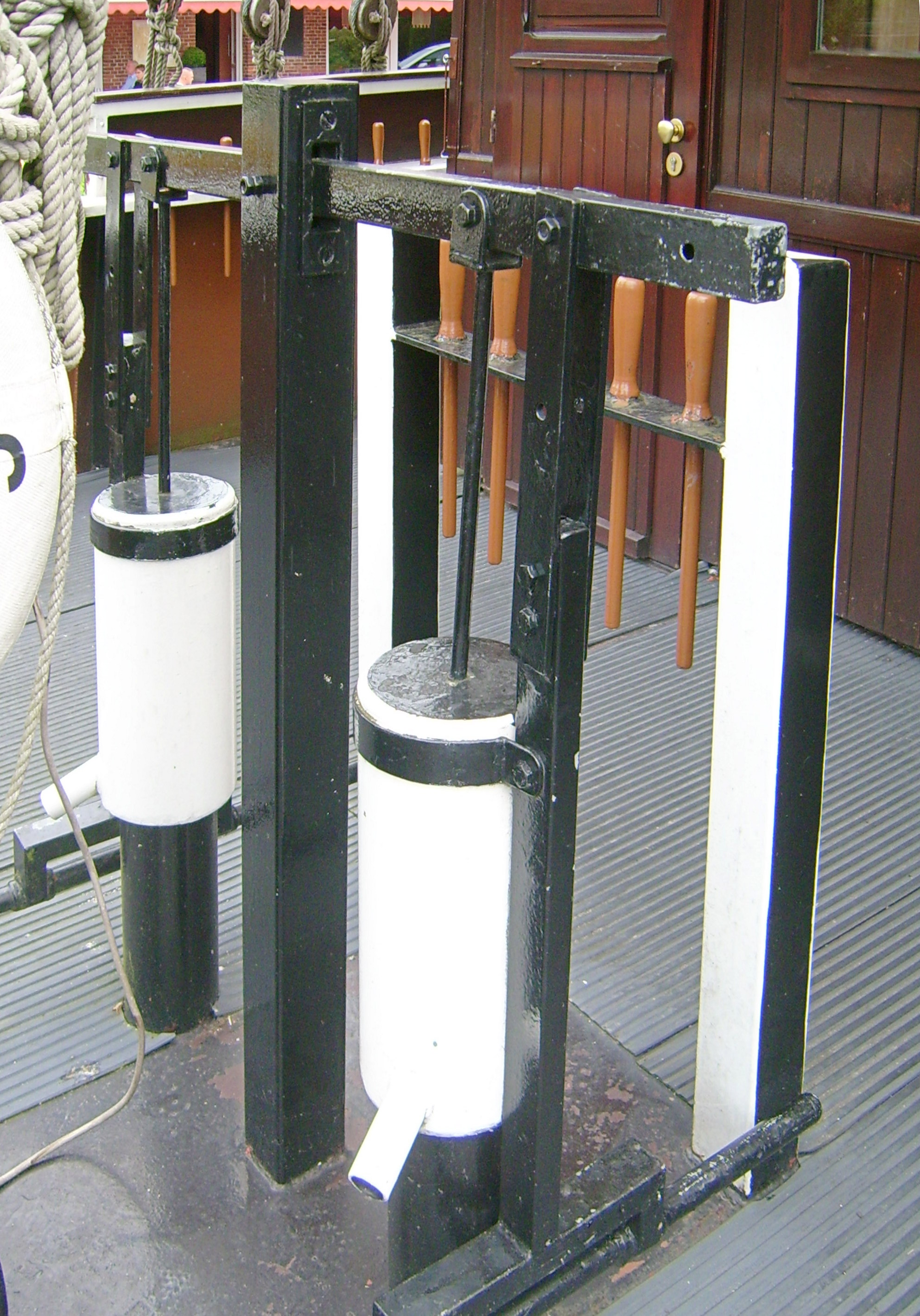
Lenzpumpe auf der Friederike von Papenburg

Als Lenzen (niederdeutsch lens = „leer“) bezeichnet man allgemein das Abpumpen von Wasser aus einem Wasserfahrzeug oder im Tiefbau.

## Wasserfahrzeuge
Gelenzt wird bei Wasserfahrzeugen jenes Wasser, das sich bei einem Leck oder auch beim normalen Betrieb im unteren Teil eines Schiffsrumpfes, der Bilge, sammelt.
Auch das Ballastwasser von großen Frachtschiffen, welches ihnen bei Leerfahrten Stabilität gibt, wird gelenzt. Wegen ökologischer Probleme durch in fremde Gewässer eingeschleppte Organismen werden bis zur Einführung von Filtermaßnahmen die Ballasttanks meist in tiefen Gewässern auf See gelenzt und mit Wasser von der offenen See wieder befüllt.

### Lenzpumpe

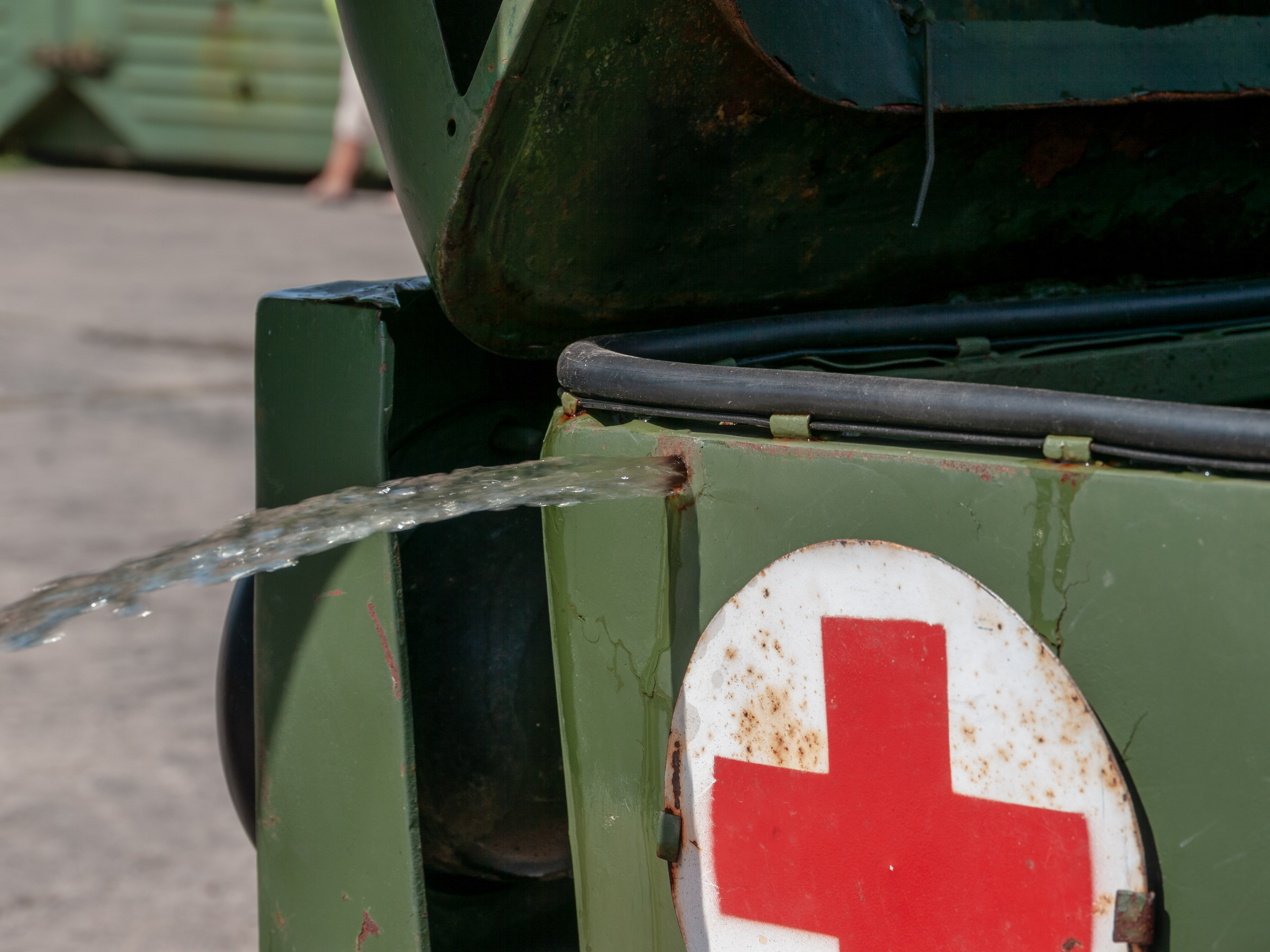
Lenzpumpe eines LuAZ-967 im Betrieb

Häufig kommt hierzu eine sogenannte Lenzpumpe, auch Bilgepumpe (Bilge) genannt, zum Einsatz, die meist darauf optimiert ist, hohe Volumina Wasser zu transportieren. Die Sicherheitsvorschriften für Sportboote schreiben vor, dass mindestens eine Lenzpumpe eine Handpumpe sein muss. Wenn Wasser in den Schiffsrumpf eindringt, besteht die erhebliche Gefahr, dass die Batterien, mit denen die elektrischen Pumpen betrieben werden, nass werden und versagen, da sie aus praktischen Gründen sehr tief im Rumpf angebracht werden.
Mittlerweile verfügen jedoch auch andere Fahrzeuge als Schiffe über Lenzpumpen, so zum Beispiel manche Panzer (wie der Leopard 2), die so Gewässer gefahrloser durchqueren können.

### Lenzklappe
Lenzklappen bzw. Lenzventile sind meist manuell zu bedienende Öffnungsventile, mit deren Hilfe kleinere Sportboote eingedrungenes Wasser wieder über Bord schaffen. Die Lenzklappen liegen unter dem Wasserspiegel (420er Jolle, Laser …), hierbei ist das Lenzen nur bei ausreichender Geschwindigkeit möglich. Sie arbeiten aufgrund der Sogwirkung, die sich mit der Fahrt durch das Wasser einstellt (Prinzip einer Wasserstrahlpumpe). Sie funktionieren nicht bei zu großer Höhendifferenz zwischen Cockpitboden und Wasseroberfläche. Ist entweder die Fahrtgeschwindigkeit zu gering oder liegt die Lenzklappe zu tief, strömt das Wasser zurück in das Boot, falls das nicht durch ein Rückschlagventil verhindert wird.
Erfinder der (auch Selbstlenzer genannten) Lenzklappen (engl. self bailer) ist Paul Elvstrøm, der erfolgreichste Regattasegler Dänemarks.

Selbstlenzer
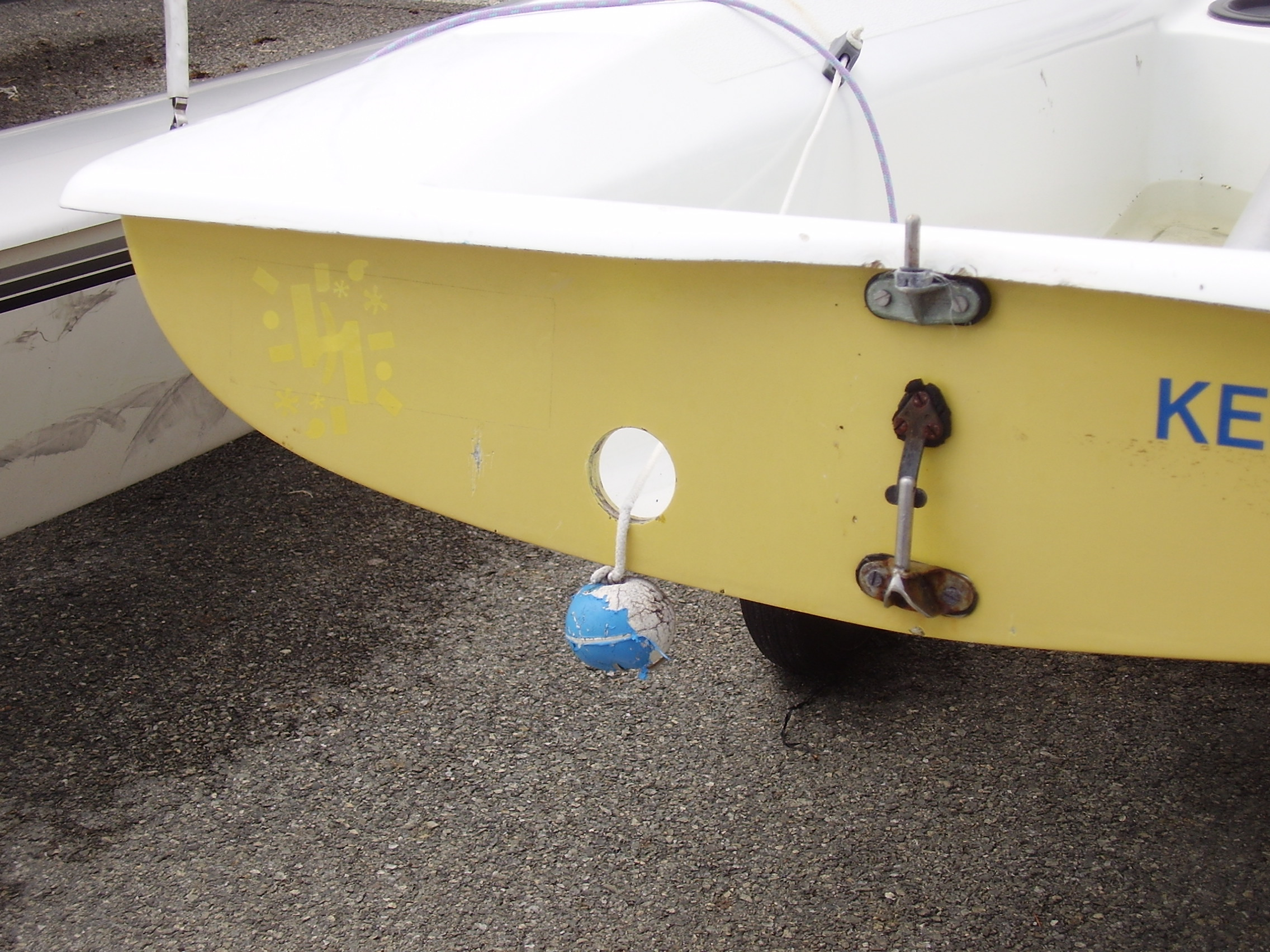
Lenzklappe
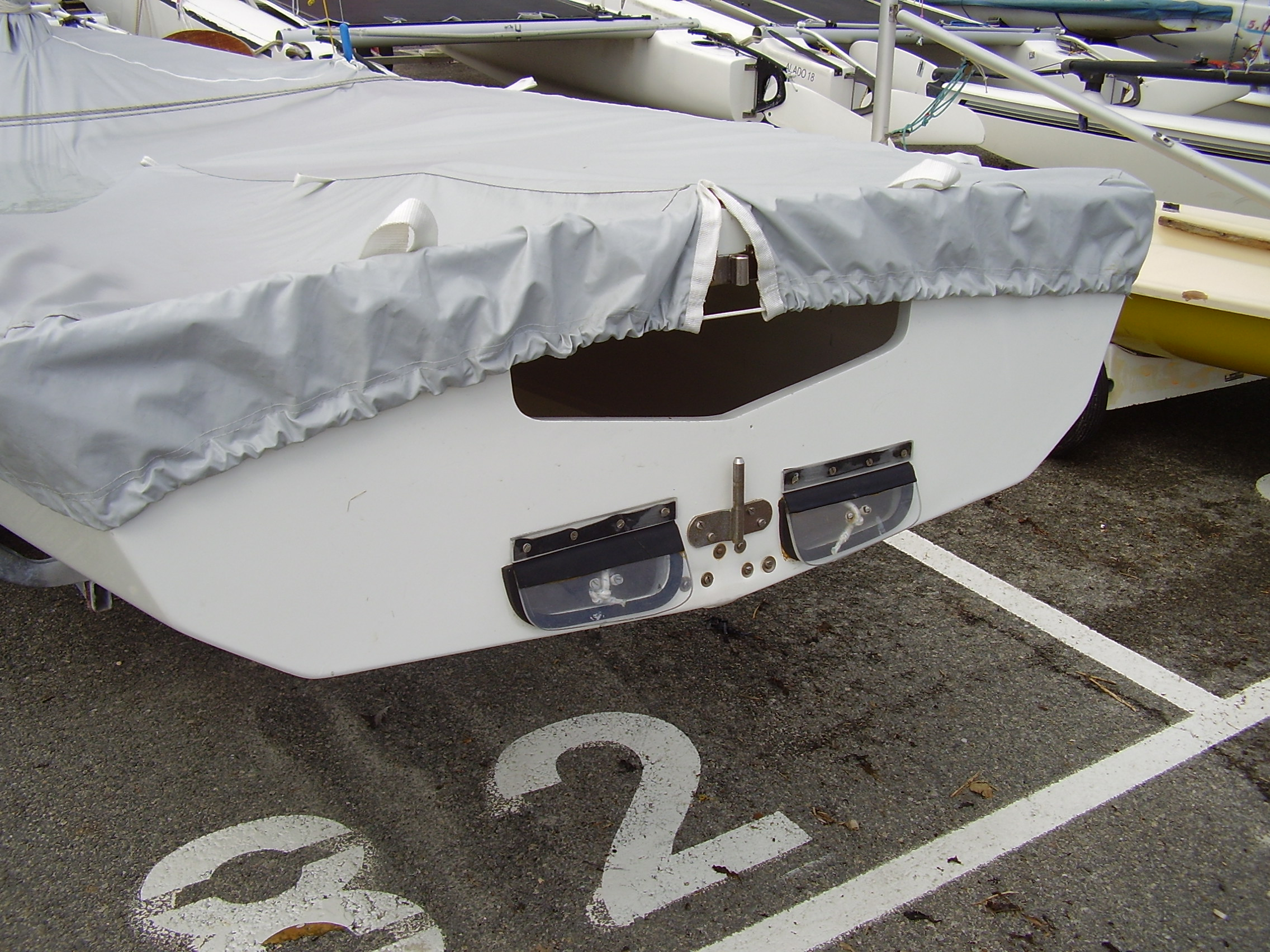
Lenzklappe
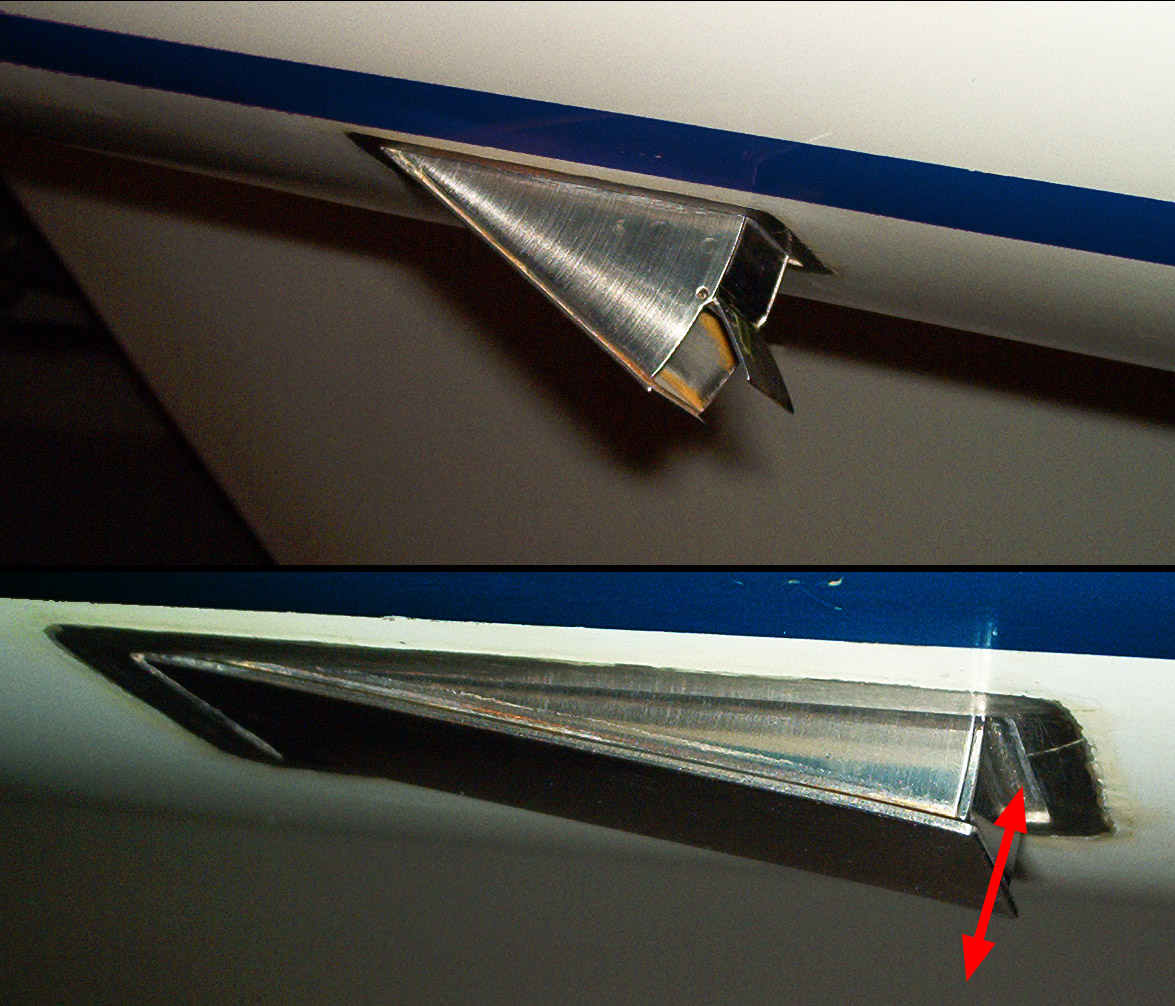
Seitliche Lenzklappe einer Dyas
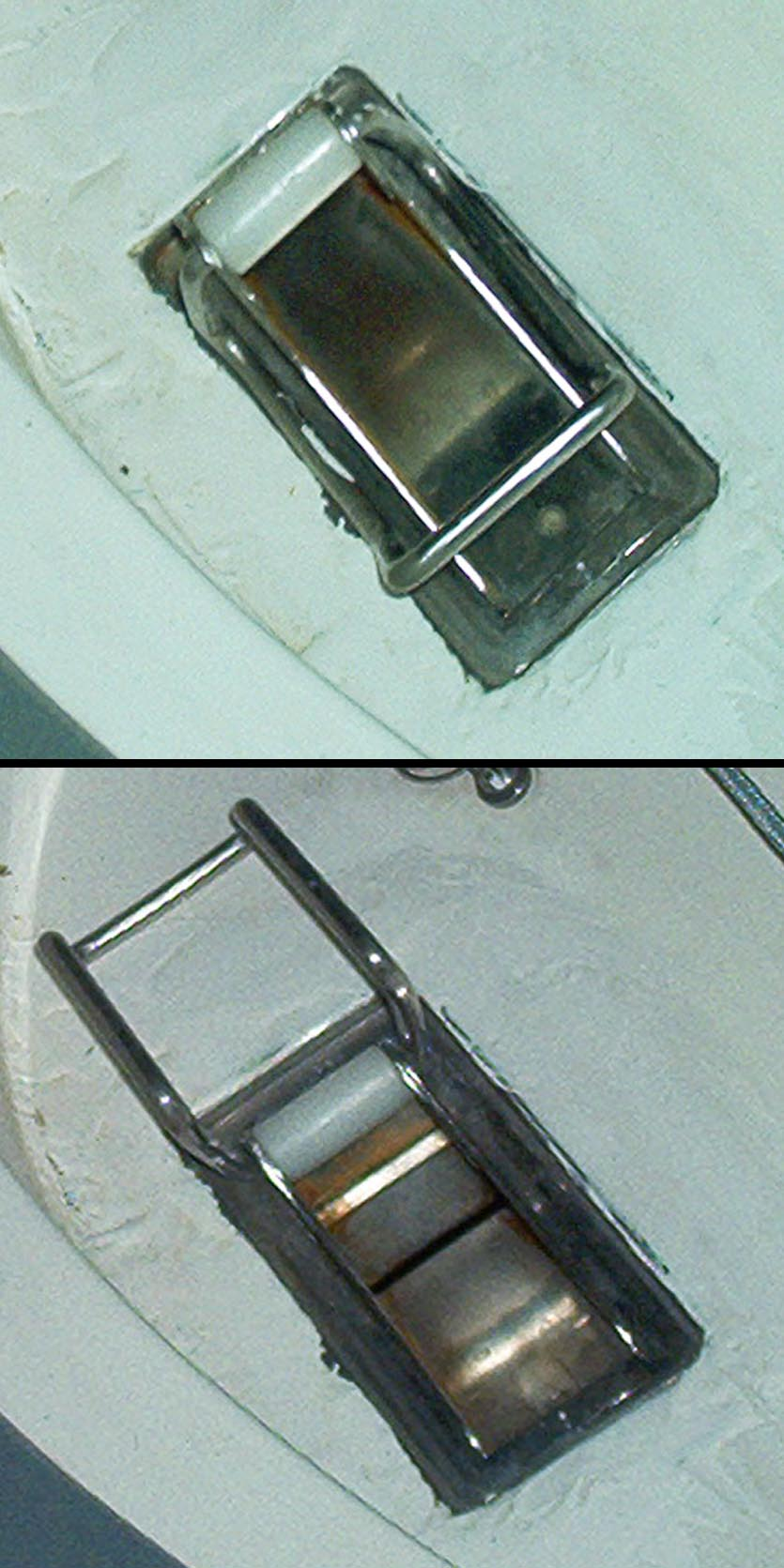
oben: geschlossen, unten: geöffnet (Innenansicht)

### Selbstlenzendes Cockpit

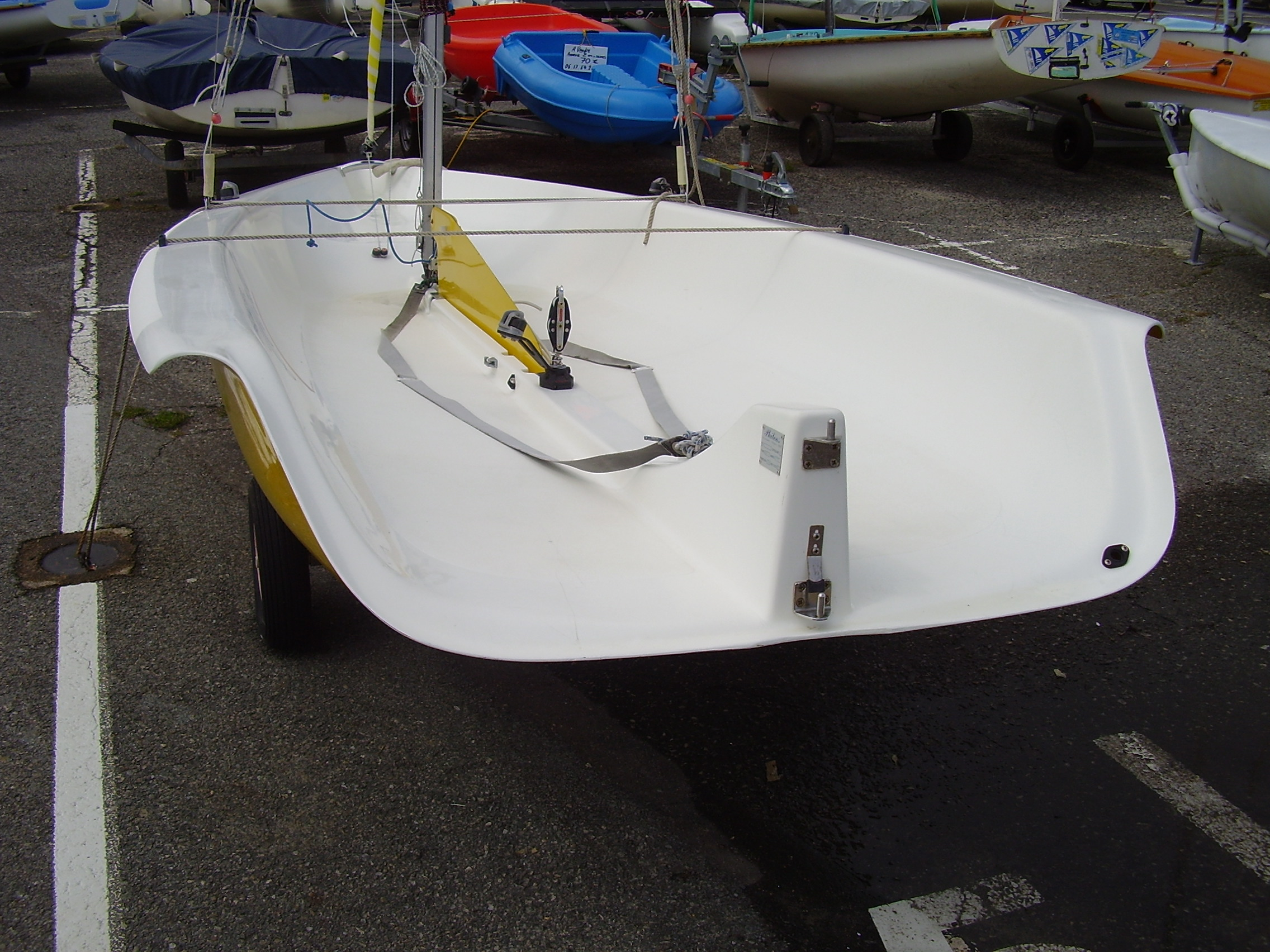
Selbstlenzendes Cockpit

Von einem selbstlenzenden Cockpit spricht man bei Segelbooten, deren Cockpitboden über der Wasseroberfläche liegt, und denen somit eine einfache Öffnung nach außen reicht, um Spritzwasser über Bord zu leiten. Bei modernen Rennyachten ist man dazu übergegangen, das gesamte Achterschiff zu öffnen, so können auch große Mengen an Wasser, wie sie beispielsweise bei Brechern eindringen können, schnell abgeleitet werden. Bei größeren Yachten (beispielsweise für Hochseerennen) befindet sich am Heck daher nur noch ein Abschluss in Form einer einfachen Reling, um zu verhindern, dass jemand über Bord gespült wird. Alle nach der heute gültigen CE-Seetauglichkeitseinstufung gebauten Sportboote sollen über Cockpits und Plichten verfügen, „die selbstlenzend oder mit anderen Vorrichtungen ausgerüstet (sind), die das Eindringen von Wasser in das Bootsinnere verhindern.“

### Lenzrohr
Auf kleineren Jachten ist der Cockpitboden nach hinten und seitlich oft geschlossen. Großdimensionierte Lenzrohre verbinden dann den Boden mit dem Rumpf und führen so das Wasser direkt in die See.

### Lenzen mittels Pütz oder Ösfass

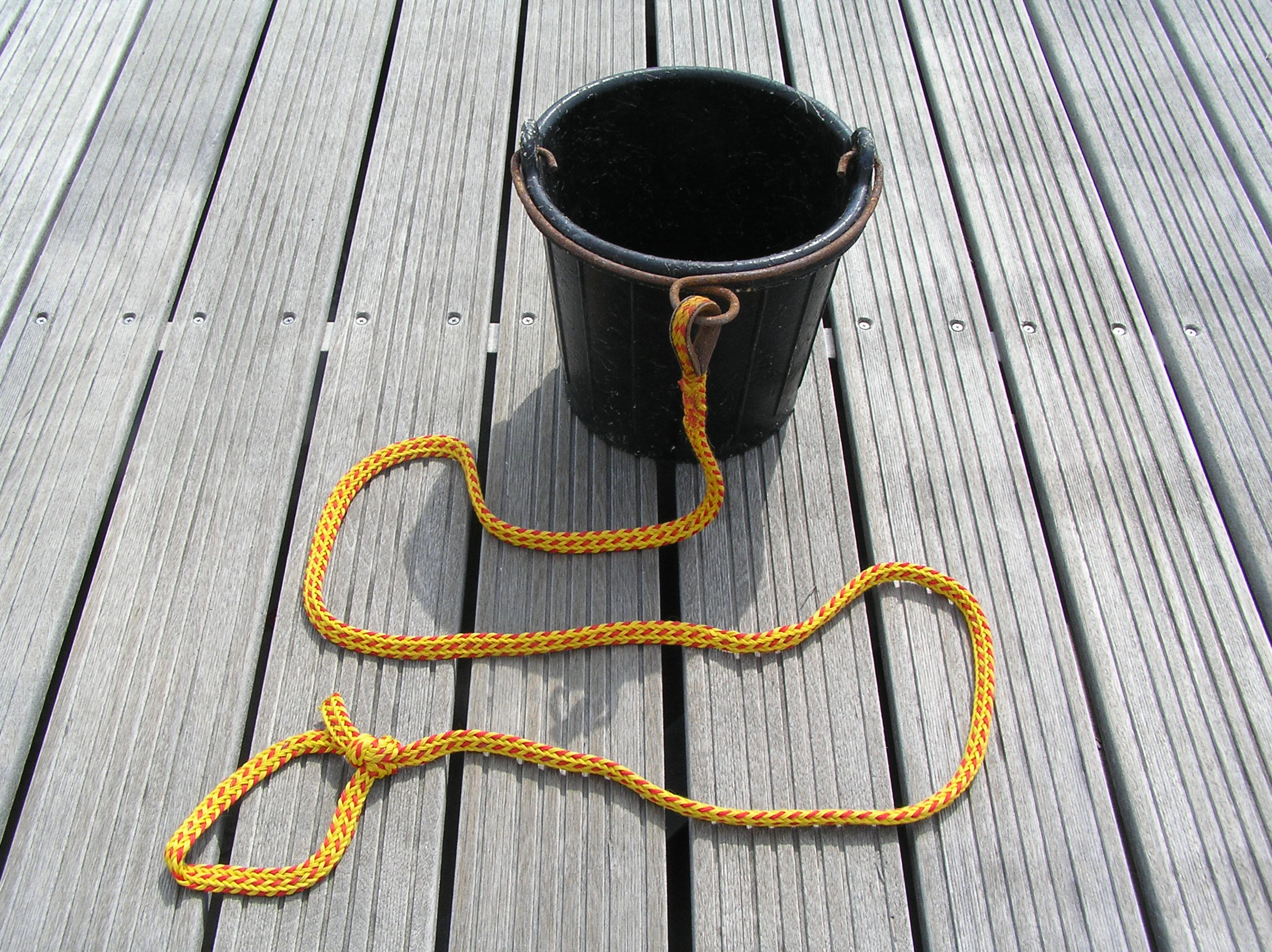
Eine Pütz kann zum Lenzen dienen

Technische Mittel zum Lenzen, wie Lenzpumpen, können ausfallen. Beispielsweise kann die Ansaugöffnung verstopfen oder die Stromversorgung ausfallen. Für diese Fälle sollen mindestens zwei Eimer mit einer Leine am Henkel, auch als Pütz oder Schlagpütz bezeichnet, an Bord mitgeführt werden. Mit einer derartigen Pütz können effektiv größere Mengen Wasser aus einem Schiff geschöpft werden.
Noch größere Fördermengen können mit einer Eimerkette bewegt werden.
In Ruderbooten oder im Kayak oder auf sehr kleinen Jollen wie dem Jüngstensegelboot Optimist, kommt das bei Seglern auch bekannte Ösfass zum Einsatz (ein flacher Becher mit Henkel).

## Tiefbau und Bergbau
Im Tiefbau hat man vor allem mit Grundwasser, aber auch Regenwasser bei Wolkenbrüchen zu kämpfen. Bei wenig Wassereintritt in die Baugrube oder den Tunnel wird das Wasser laufend abgepumpt. Dieser Vorgang heißt lenzen, wie auch im Bergbau, Wasserhaltung.
Bei hohem Grundwasserspiegel und tiefen Baugruben schlägt man Spundwände oder sichert die Baugrube durch ähnliche Maßnahmen ab. Danach wird die Erde bis zur gewünschten Tiefe unter den Wasserspiegel ausgebaggert und die Baugrube mit Unterwasserbeton abgedichtet, welcher bei Bedarf z. B. mit Ankern gegen das durch Auftrieb bedingte Aufschwimmen des Baukörpers im umgebenden Grundwasser zu sichern ist. Alternativ oder zusätzlich zur Verankerung gibt es noch einige weitere Methoden, z. B. die Erhöhung der Last durch das Bauen mit Schwerbeton.
Handelt es sich um Untergeschosse, die überbaut werden und lässt es der Entwurf bzw. Projektablauf zu, so können auch schon vor dem Lenzen des Untergeschosses die darüber liegenden Geschosse als Auflast errichtet werden, um zu verhindern, dass Untergeschosse beim Lenzen durch die dann fehlende Last aufschwimmen.[Beleg?]
Aus Sicht der Statik ist das Bauen im Grundwasserbereich eine komplexe Problematik, welche sowohl in der Planung, Berechnung als auch bei der Ausführung ein penibles Vorgehen erfordert.